# Assisa panis et cervisiæ

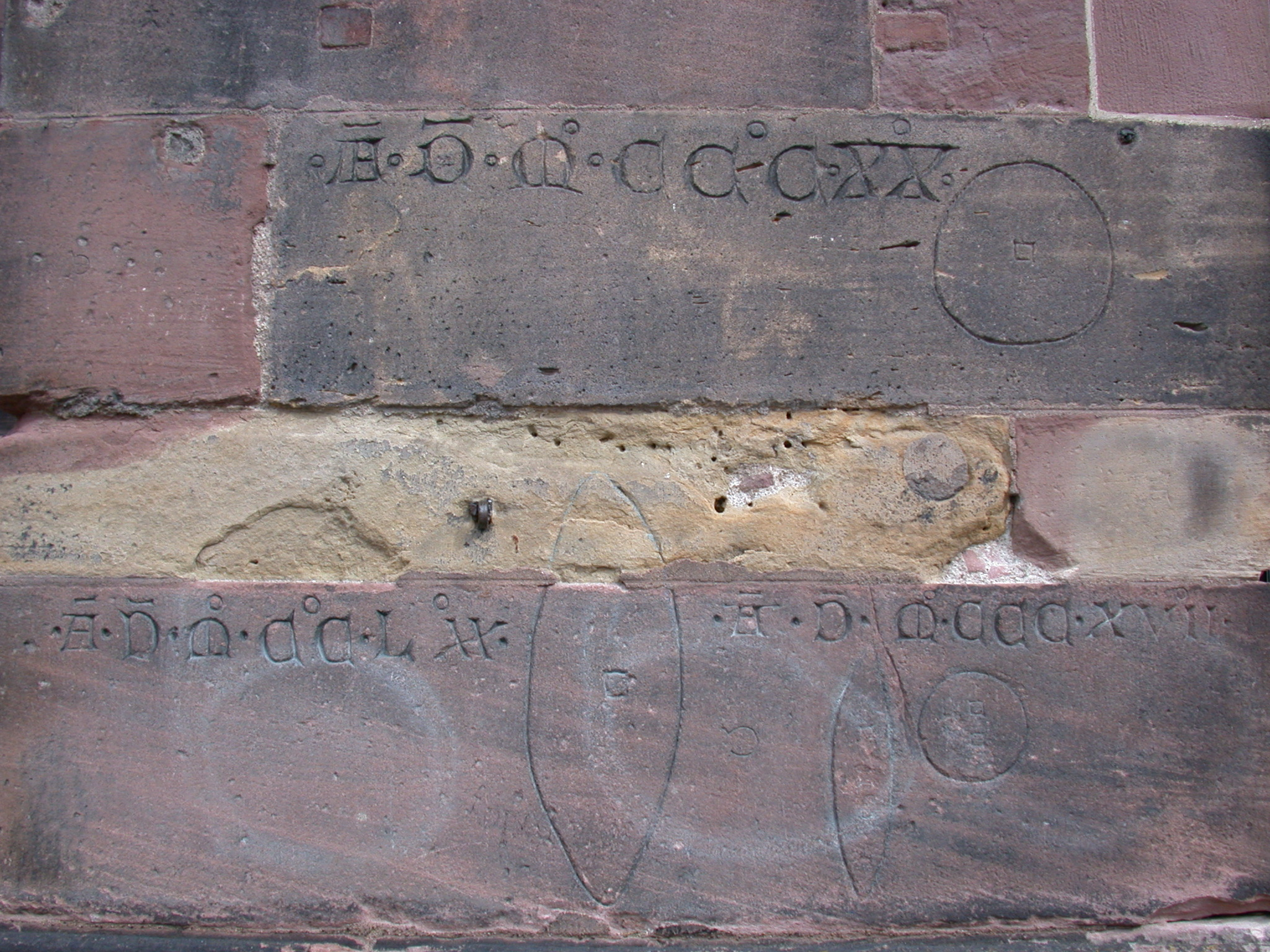
Marques de pa d'origen medieval sobre les parets de la catedral de Freiburg a Alemanya, indicant la necessitat de reglamentar la venda del pa.

Assisa panis et cervisiæ és una frase llatina que fa referència a una llei del segle xiii, aplicada a Anglaterra durant l'edat mitjana, amb l'objecte de regular els preus i la quantitat tant del pa com de la cervesa, amidant i estandarditzant els productes dels forners i cervecers.
La llei va ser promulgada per Enric III entre 1266 i 1271. Va ser la primera llei en la història d'Anglaterra (i tal vegada a Europa) a fi de regular la producció d'aliments. A nivell local, l'aplicació de la normativa va resultar ser una llicència regulatòria, aplicada molt severament contra aquells artesans que venien arbitràriament o mitjançant enganys. En les àrees rurals, la norma va ser vigilada pels manorial lords, qui feien reunions trisemanals en què podien decidir les penes per als acusats.
La llei va ser derogada per la Statute Law Revision Act 1863, prop de 500 anys després de la seva creació.

## Origen
La quantitat d'equipament emprat en la producció de pa i cervesa, particularment el forn, va fer que sorgís la necessitat de regular el mercat per controlar els preus, les quantitats i qualitats, tot això amb l'objectiu de prevenir el frau alimentari a l'edat mitjana. Aquesta llei va fixar el preu de la cervesa ale i el pes de pa que es podia comprar amb un farthing. L'acte estava pensat como una simple exemplificació contra els panaders dels comptats.

## Declaracions

### Pa
La llei relativa al pa va establir una àmplia escala, que estableix les relacions entre el preu del blat i el del pa a la venda, establint una regla per la qual una cambra (quarter) de blat es pot vendre a dotze penics, el farthing d'una barra de pa elaborada amb la millor farina blanca hauria de pesar sis lliures i setze xílings. La llei estableix i clarifica el preu del pa en funció del preu del blat: "and for every six pence added to the quarter of wheat, the weight of the farthing loaf is reduced; until, when the wheat is at twenty shillings a quarter, it directs the weight of the loaf to be six shillings and three pence".
La llei anglesa assisa del pa va ser aplicada per força fins a començaments del segle xix, quan va ser abolida només a Londres.

### Cervesa
De manera similar, l'assisa regulava el preu per galó d'ale, pel que fa al preu del blat, l'ordi, i la civada. Amb el temps aquesta llei es va fer opresiva i d'aquesta forma Enric VIII ja en el segle xvi va alleujar la pressió deixant als cervecers que venguessin la cervesa a discreció i sota les regles del mercat.